# Asystent seksualny
Asystent seksualny (sexual surrogate) – jest to osoba działająca w charakterze terapeutycznym. Działania seksualnych asystentów są nastawione głównie na edukowanie i trening umiejętności seksualnych niż na czystą przyjemność seksualną. Czynności jakie wykonuje asystent polegają na wspieraniu zmysłowej, erotycznej lub seksualnej przyjemności osób niepełnosprawnych .

## Cele i zadania asystenta seksualnego
Wśród celów i zadań asystenta seksualnego wymienia się :
- wspieranie realizacji potrzeb psychoseksualnych w procesie rehabilitacji, bez wchodzenia w relacje intymne z pacjentem,
- świadczenie usług seksualnych osobom z różnymi niepełnosprawnościami,
- aktywny udział w terapii seksualnej (przy współudziale psychoterapeuty – seksuologa).

## Geneza i historia działalności asystentki seksualnej
Pomoc seksualna ma początek w „surogatach seksualnych” – czyli, zastępczych partnerach, wymyślonych przez seksuologów Mastera i Johnsona. Pierwotnie były one przeznaczone dla sprawnych mężczyzn. Potem stopniowo pojawiały się surogaty płciowe specjalizujące się w osobach niepełnosprawnych.. Na przełomie lat 80. XX wieku w niektórych krajach północnej Europy pojawiła się forma pomocy seksualnej, przeznaczonej dla osób niepełnosprawnych, została ona wymyślona przez samych niepełnosprawnych, którzy chcieli mieć dostęp do usług związanych z prostytucją. W tym sensie można ją uznać za wyspecjalizowaną prostytucję. Dopiero na początku XXI wieku pojawiły się pierwsze debaty w niemieckojęzycznej Szwajcarii, a następnie we francuskojęzycznej Szwajcarii, na temat autentycznej autonomicznej pomocy seksualnej – pewnego rodzaju trzeciej drogi między uogólnioną pomocą seksualną. Następnie Światowa Organizacja Zdrowia (WHO, World Health Organization) w dokumencie „Zdrowie dla wszystkich w XXI wieku. Podstawowe założenia polityki zdrowia dla wszystkich w Regionie Europejskim WHO” została uwypuklona rola współpracy poszczególnych specjalistów w podniesieniu standardów zdrowia i jakości życia osób z różnymi niepełnosprawnościami. Dotyczyło to sfer związanych ze zdrowiem seksualnym. Z dokumentów wynika, że osoby z niepełnosprawnością mają prawo do odkrywania własnej seksualności, dostępu do profesjonalnej pomocy w uzyskiwaniu wiedzy i wsparcia w tym obszarze, uczenia się odpowiedzialności i dokonywania wyborów w kwestii podejmowanej aktywności o charakterze seksualnym .